# Багринівка
Багрині́вка (Bahrineşti, Băhrineşti – рум)— село в Україні, у Кам'янецькій сільській громаді Чернівецького району Чернівецької області.

## Найдавніші згадки
За переказами, під час одного з походів угорського короля Людовіка Анжуйського проти татар, волохи з Мармарощини під проводом свого воєводи Драгоша, які воювали разом з угорцями, отримали від короля навколишні землі і заснували тут село.
Перша згадка про село датована 31 серпнем 1458 року. Господар Молдови Штефан Великий  своїм указом звільнив слободзею Бохрінешті монастиря Молдовіца від ряду повинностей.
17 серпня 1586 року частину села передають у володіння монастиря Слатина. 
У грамоті від 1458 року назва населеного пункту вжита у формі «Борхінещі», а в документі від  1586 року – «Бурхінещі» (у румунському перекладі - «Borhinești» і «Burhinești»). Румунський філолог та історик Іоан Богдан, а відтак славіст Міхай Костакеску ідентифікували ці населені пункти з селом «Бахринещі». Втім видавець шеститомного збірника давніх актів з історії населених пунктів Буковини Теодор Балан дійшов висновку, що таке ототожнення є помилковим.
Теодор Балан  вважав, що «Борхінещі» чи «Бурхінещі» зникли з мапи Буковини.  Проте у  давніх документах залишилося чимало маркерів, які дозволяють локалізувати історичний населений пункт по сусідству з селом   «Михаєщі на Бредецелі», що розміщувалося  «повище Борхинещі» (Borchyneszczy) (1465).   Михаєщі зберегли свою назву  як «Міхеєшті» (Mihäestii). Це село неподалік впадіння потоку Бредецел у річку Шомуз, що на північному заході від міста Фелтічені (Сучавського повіту Румунії). Підтвердженням цієї локалізації служать також додаткові орієнтири, що зафіксовані в актах XV-XVI ст.,  а саме Велика Сучавська дорога, Красний потік та ін.
Власне нинішнє поселення Багринівка (староукраїнською мовою «Бахринещи», румунською «Bahrineștii)  вперше згадується в документах наприкінці XVI століття. 24 лютого 1594 року  Кирстя, син  Талашмана, продав «ватагу от Бахринещ» пану Костину за 120 золотих свою спадщину -  восьму частину від села Бахринещ, що у волості Сучавській..

## Назва
Згідно з версією Даніеля Веренки, назва може походити від арабських слів «bahr, bahar» = «озеро, річка». Юрій Карпенко пов’язував етимологію назви з іменем «Багрин». Натомість місцеве населення на межі ХІХ-ХХ століть вважало, що назва бере початок від слова «багна» – «рухливе болото», оскільки тут колись було багато заболочених місць. 
У цьому контексті прослідковується зв'язок назви «Багринівка» (Багринещі) з українським словом «багрина», що вживається на означення «болото,  місце, що багате на джерела».

## Історичний розвиток
У XVII частинами села володіють Панул Ораш Пиркалаб та Ватаман з Сучави, Ораш Талашман, житничар Ніколаі та Великий пітар Думітрашко та ін.
31 травня 1695 року Анастасія, донька пані Дафіни, онучка Іонашка Жора дарує монастирю Четацуя половину села Бахрінешті.
У XVIII ст. село належить монастирям Путна та Четацуя та Строічам.
За даними Рум’янцевського опису (1772-1773 рр.), у Бахрінешті, округ Берегомет,  було 20 будинків, два священики, три бідні жінки, три слуги Лупула Строіча і 12 данників .
З 1774 по 1918 рік -  у складі Австро-Угорщини.
За даними перепису, у 1890 році в селі жили 1100 жителів, головою села був Йоан Тофан, священиком Штефан Селецький, учителем Олександр Дунік, кантором церкви Ізмаїл Сіретян.
З 1918 по  1940 і у 1941 - 1944 роках - у складі Румунії, з 1944 по 1991 - у складі УРСР. Село пережило колективізацію та Голодомор 1946-1947 років. У післявоєнний час в селі діяв  колгосп-мільйонер «Шлях до комунізму».
На території села знаходяться будівля школи 1884 року, церква 1883 року, дім пароха 1903 року

## Наш час
В селі працює дитячий садок, є відділення Нової та Укрпошти
У лютому 2023 року під час російсько-української війни загинув уродженець села Багринівка Василь Катан, який добровольцем пішов на фронт.

## Церква Прсв. Трійці, 1883
У 1803 році у селі була вже церква, яка згоріла 21 грудня 1857 року. 16 червня 1883 року була освячена нова церква. 

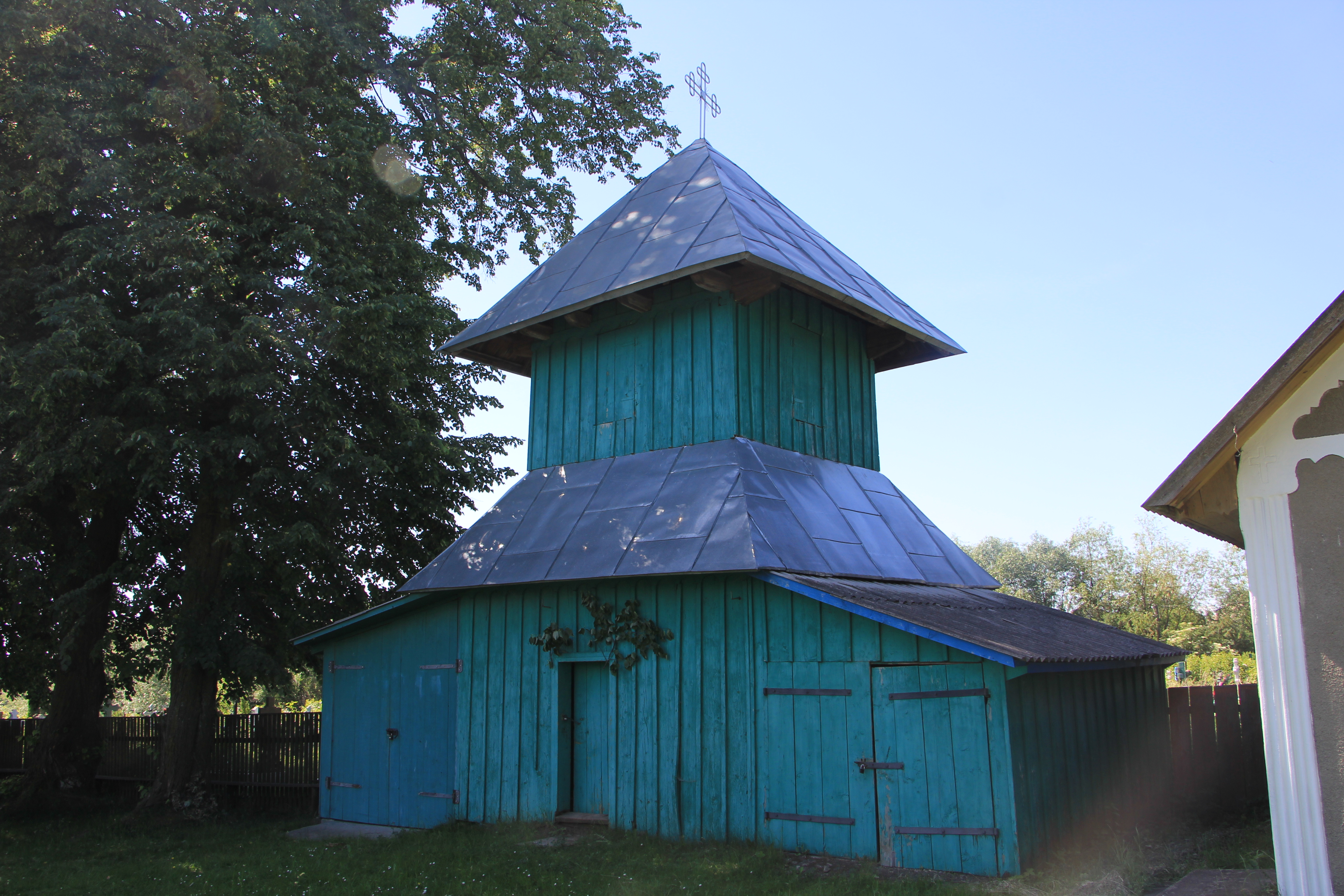
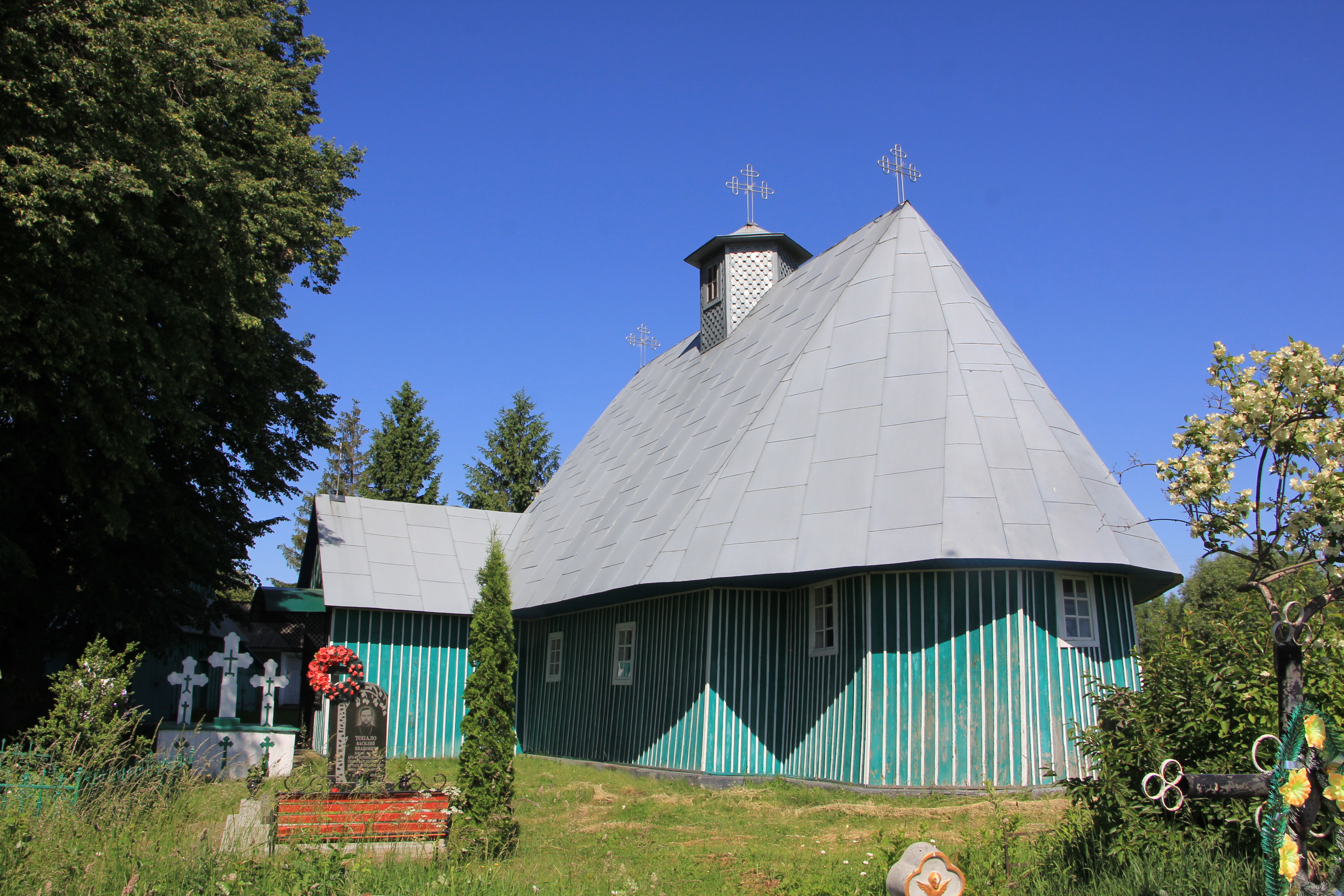
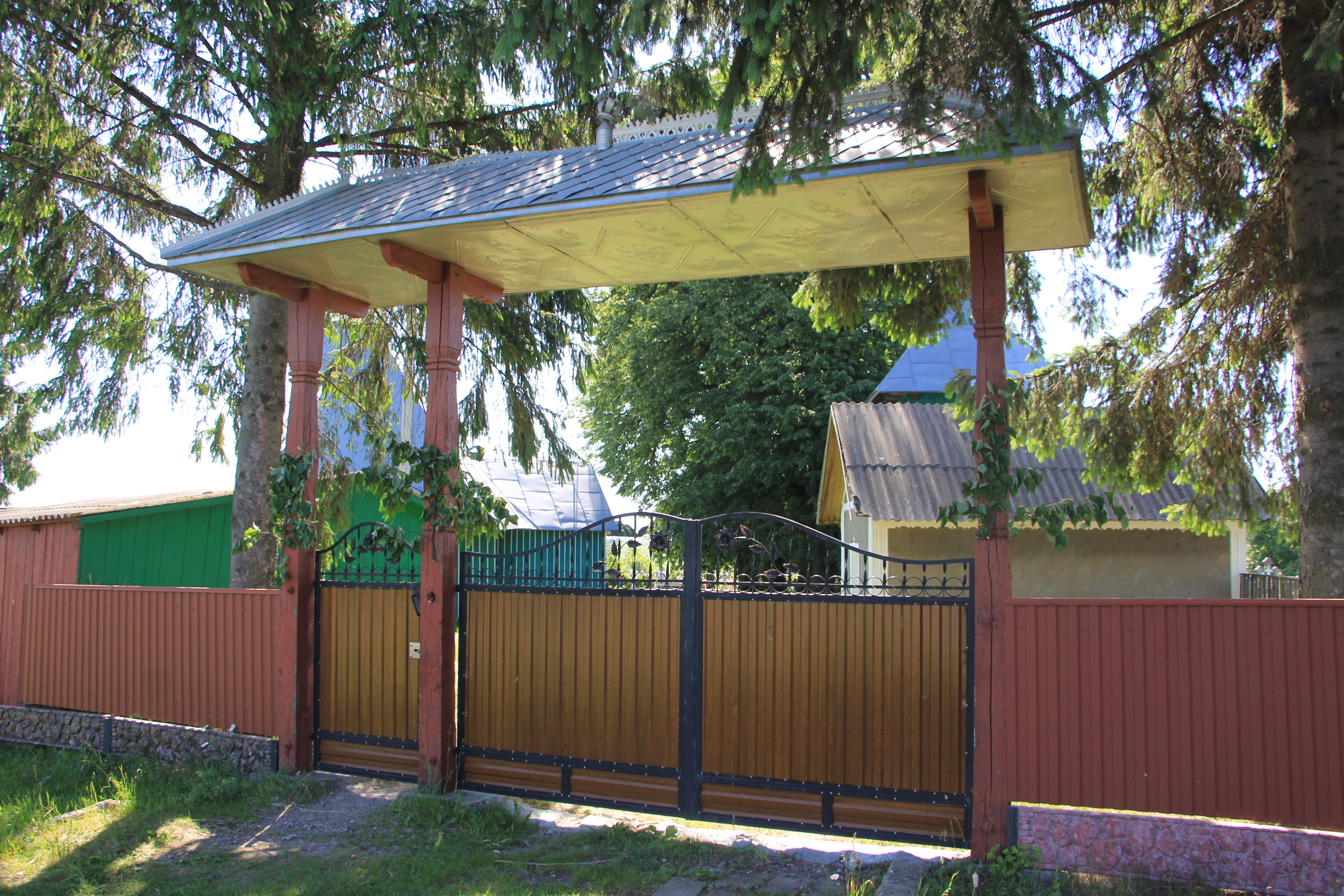